# Tony Bennett
Tony Bennett, właśc. Anthony Dominick Benedetto (ur. 3 sierpnia 1926 w Nowym Jorku, zm. 21 lipca 2023 tamże) – amerykański wokalista jazzowy pochodzenia włoskiego.

## Życiorys
Karierę wokalisty zaczął w korpusie rozrywkowym Armii Stanów Zjednoczonych w czasie II wojny światowej. Zauważony przez Boba Hope’a, został zaangażowany do rewii w „Paramount Theater” w Nowym Jorku. Popularność osiągnął w połowie lat 50. XX wieku. W 1950 podpisał kontrakt z wytwórnią płytową Columbia i nagrał Because of You, swój pierwszy wielki przebój. Rozpoczął występy z orkiestrą Percy’ego Faitha. Charakterystyczny dla późniejszych nagrań był album Bennett Sings, Basie Swings (1958), na którym wykrystalizował jazzowy styl swojej wokalistyki. Długoletnia współpraca z pianistą Ralphem Sharonem zaowocowała m.in. koncertem zarejestrowanym na płycie Tony Bennett at Carnegie Hall. W latach 1978–1985 artysta nie nagrywał, skoncentrował się wtedy na malarstwie. W końcu lat 80. wrócił do muzyki, nagrał wtedy The Art of Excellence z udziałem Raya Charlesa oraz z triem Sharona – Bennett/Berlin. W 1995 w MTV został zarejestrowany koncert, którego płytowa wersja znajdowała się przez 35 tygodni na liście bestsellerów jazzowych. W 2010 wziął udział w nagraniu piosenki We Are the World na rzecz ofiar trzęsienia ziemi na Haiti.
Wielokrotnie wyróżniany nagrodą Grammy. Laureat NEA Jazz Masters Award 2006.
W 2016 zdiagnozowano u niego chorobę Alzheimera.
Zmarł 21 lipca 2023 roku w wieku 96 lat, na krótko przed swoimi 97 urodzinami.

## Dyskografia
| - 1952 – Because of You - 1955 – Cloud 7 – wznowiony - 1955 – Alone at Last with Tony Bennett - 1957 – Tony - 1957 – The Beat of My Heart - 1958 – Blue Velvet - 1958 – Long Ago and Far Away - 1958 – Bennett Sings, Basie Swings - 1958 – A String of Hits - 1959 – In Person! With Count Basie and His Orchestra - 1959 – Hometown, My Town - 1960 – To My Wonderful One - 1960 – Alone Together - 1960 – A String of Hits - 1961 – A String of Harold Arlen - 1961 – Tony Sings for Two - 1961 – My Heart Sings - 1962 – Mr. Broadway • Tony Bennett's Greatest Broadway Hits - 1962 – I Left My Heart in San Francisco - 1962 – Tony Bennett at Carnegie Hall - 1963 – I Wanna Be Around - 1963 – This Is All I Ask - 1964 – The Many Moods of Tony - 1964 – When Lights Are Low – wznowiony - 1964 – Who Can I Turn To? - 1965 – If I Ruled the World - 1965 – Tony Bennett's Greatest Hits, Vol. III - 1966 – The Movie Song Album – wznowiony - 1966 – A Time for Love - 1967 – Tony Makes It Happen - 1967 – For Once in My Life - 1968 – Yesterday I Heard the Rain - 1968 – Snowfall • The Tony Bennett Christmas Album - 1969 – Tony Bennett's Greatest Hits, Vol. IV - 1969 – I've Gotta Be Me - 1969 – Love Story • 20 All-Time Great Recordings - 1970 – Tony Sings the Great Hits of Today - 1970 – Tony Bennett's Something - 1970 – Tony Bennett Sings His All-Time Hall of Fame Hits - 1971 – Love Story |  | - 1971 – The Very Thought of You - 1971 – Get Happy with the London Philharmonic Orchestra - 1972 – The Summer of '42 - 1972 – With Love - 1972 – Tony Bennett's All-Time Greatest Hits - 1972 – The Good Things in Life - 1973 – Listen Easy - 1973 – Tony! - 1973 – Sunrise, Sunset - 1975 – Let's Fall in Love with the Songs of Harold Arlen and Cy Coleman - 1973 – Tony Bennett Sings 10 Rodgers and Hart Songs - 1973 – Tony Bennett Sings More Great Rodgers and Hart - 1975 – Life Is Beautiful - 1975 – The Tony Bennett/Bill Evans Album • Fantasy - 1977 – Tony Bennett and Bill Evans • Together Again - 1977 – Tony Bennett with the McPartlands and Friends Make Magnificent Music - 1979 – The Special Magic of Tony Bennett - 1986 – The Art of Excellence – wznowiony - 1987 – Tony Bennett • Jazz - 1987 – Bennett/Berlin - 1989 – Astoria • Portrait of the Artist - 1991 – Forty Years • The Artistry of Tony Bennett - 1992 – Perfectly Frank - 1993 – Steppin’ Out - 1994 – MTV Unplugged • Tony Bennett - 1995 – Here’s to the Ladies - 1997 – Tony Bennett on Holiday - 1998 – Tony Bennett • The Playground - 1999 – Bennett Sings Ellington • Hot & Cool - 2000 – The Ultimate Tony Bennett - 2001 – Playing with My Friends • Bennett Sings the Blues - 2002 – The Essential Tony Bennett - 2002 – A Wonderful World - 2004 – The Art of Romance - 2006 – Duets • An American Classic - 2011 – Duets II – złota płyta w Polsce - 2012 – Viva Duets - 2014 – Cheek to Cheek z Lady Gagą - 2015 – The Silver Lining: The Songs of Jerome Kern - 2016 – Tony Bennett Celebrates 90 - 2018 – Love Is Here to Stay z Dianą Krall – platynowa płyta w Polsce - 2021 – Love for Sale z Lady Gagą |

## Filmografia
- The Zen of Bennett (2012, film dokumentalny, reżyseria: Unjoo Moon)[8]
- Amy (2015, film dokumentalny, reżyseria: Asif Kapadia)[9]
- Bruce Wszechmogący (ang. Bruce Almighty, komedia produkcji USA z 2003, w reżyserii Toma Shadyaca)
- Depresja gangstera 1999 r. (ang. Analyze This) – film fabularny produkcji amerykańskiej w reżyserii Harolda Ramisa jako Tony Bennet